# Ismoil Talbakow
Ismoil Ibroimowicz Talbakow (ros. Исмоил Иброимович Талбаков; ur. 24 marca 1955 w dystrykcie Sowiet (obecnie Temurmalik) w wilajecie chatlońskim, zm. 17 grudnia 2016 w Duszanbe) – tadżycki polityk, kandydat na urząd prezydenta w wyborach prezydenckich w 2006 roku, z ramienia Komunistycznej Partii Tadżykistanu.
Ukończył studia ekonomiczne na Ludowym Uniwersytecie Tadżykistanu, po czym został głównym ekonomistą w jednym z sielsowietów w dystrykcie Sowiet. Później instruktor wydziału organizacyjnego komitetu Komunistycznej Partii Tadżykistanu (KPT) w dystrykcie Sowiet, zastępca dowódcy jednostki wojskowej ds. politycznych Środkowoazjatyckiego Okręgu Wojskowego, instruktor wydziału komitetu partyjnego w dystrykcie Kulab, szef wydziału organizacyjnego, później II, w końcu I sekretarz komitetu partyjnego dystryktu Sowiet. I sekretarz rejonowego komitetu KPT dystryktu Kulab i sekretarz KC KPT. Deputowany do Madżlisu 2 i 3 kadencji (2000-2010).